# Foltoshasú gyümölcsgalamb
A foltoshasú gyümölcsgalamb (Cryptophaps poecilorrhoa) a madarak osztályának galambalakúak (Columbiformes) rendjébe és a galambfélék (Columbidae) családjába tartozó Cryptophaps nem egyetlen faja.
A magyar név forrással nincs megerősítve

## Előfordulása
Indonézia területén honos. Trópusi és szubtrópusi erdők lakója.